# One Acoustic Night
One Acoustic Night är ett livealbum av den tyska hårdrocksgruppen Bonfire från 2005. Skivan är inspelad vid en livekonsert i Tyskland och gästmusiker under inspelningen var Chris Limburg och Thomas Streck. Skivan innehåller också en studiolåt, Song For Asia (Rock N' Roll Cowboy 2005), som är tillägnad offren i tsunamikatastrofen i Thailand 2004, inspelad på både engelska, tyska och spanska.

## Låtlista

### CD 1
| Nr | Titel                 | Kompositör                                              | Längd |
| -- | --------------------- | ------------------------------------------------------- | ----- |
| 1. | Free                  | Lessmann, Ziller, Köhler, Wiehler                       | 7:11  |
| 2. | What About Love?      | Lessmann, Ziller                                        | 4:29  |
| 3. | Hot To Rock           | Ziller, Deisinger, Lessmann                             | 5:06  |
| 4. | Don't Touch the Light | Ziller, Maier-Thorn, Lessmann                           | 4:27  |
| 5. | Who's Foolin' Who     | Ribler, Schleifer, Lessmann, Ziller                     | 4:46  |
| 6. | Give It A Try         | Lessmann, Ziller, Maier-Thorn, Deisinger                | 5:30  |
| 7. | S.D.I.                | Lessmann, Ziller, Maier-Thorn                           | 6:29  |
| 8. | Proud of My Country   | Lessmann, Ziller                                        | 4:55  |
| 9. | Sweet Obsession       | Ponti, Tyrner, Lessmann, Ziller, Maier-Thorn, Deisinger | 3:35  |

### CD 2
| Nr  | Titel                                                      | Kompositör                                                     | Längd |
| --- | ---------------------------------------------------------- | -------------------------------------------------------------- | ----- |
| 1.  | Under Blue Skies                                           | Lessmann, Ziller                                               | 4:53  |
| 2.  | American Nights                                            | Lessmann, Ziller, Maier-Thorn, Ribler                          | 4:54  |
| 3.  | Friends                                                    | Lessmann, Ziller                                               | 5:55  |
| 4.  | Give A Little                                              | Lessmann, Ziller                                               | 3:51  |
| 5.  | Rock N' Roll Cowboy (Tysk Version)                         | Lessmann, Ziller                                               | 5:20  |
| 6.  | I Need You                                                 | Lessmann, Ziller                                               | 4:39  |
| 7.  | Hard On Me                                                 | Ponti, Swirsky, Schleifer, Lessmann, Ziller, Deisinger, Patrik | 4:08  |
| 8.  | Ready 4 Reaction                                           | Lessmann, Ziller, Maier-Thorn, Deisinger                       | 4:51  |
| 9.  | You Make Me Feel                                           | Ziller, Lessmann                                               | 5:34  |
| 10. | Sweet Home Alabama                                         | King, Van Zant, Rossington                                     | 6:25  |
| 11. | Song For Asia (Rock N' Roll Cowboy 2005) (Engelsk Version) | Lessmann, Ziller                                               | 5:46  |
| 12. | Song For Asia (Rock N' Roll Cowboy 2005) (Tysk Version)    | Lessmann, Ziller                                               | 3:29  |
| 13. | Song For Asia (Rock N' Roll Cowboy 2005) (Spansk Version)  | Lessmann, Ziller                                               | 5:43  |

## Bandmedlemmar
- Claus Lessmann - sång
- Hans Ziller - gitarr & bakgrundssång
- Uwe Köhler - bas & bakgrundssång
- Jürgen Wiehler - trummor & bakgrundssång